# Louis-Julien Létard
 (mai 2009).
Pour les articles homonymes, voir Létard.
Louis-Julien Létard (né le 7 juillet 1750 à Laval, mort le 6 novembre 1814 à Cossé-le-Vivien) est un prêtre catholique français, curé de Cossé-le-Vivien, personnage de la Révolution française. 

## Biographie
Fils de Louis Létard et de Jeanne Carré, maître ès arts de l'Université d'Angers (1773), docteur en théologie, il fut vicaire de La Baconnière, chapelain de La Seguinière et de la Robinière, avant d'obtenir la cure de Cossé-le-Vivien le 19 septembre 1781.
Il fut parmi les prêtres mayennais qui donnèrent dans le schisme, l'un des plus remarquables par les talents et par une tenue relativement décente. Il n'est pas prouvé qu'il ait formellement apostasié, même dans les jours de la Terreur. Il fut installé le 23 janvier 1782, maintenu dans sa cure au Concordat malgré sa conduite durant la Révolution française jusqu'à sa mort en 1814.

## La Révolution française
Sous son influence et celles de quelques meneurs, l'esprit révolutionnaire se fit sentir dès la première heure au bourg de Cossé-le-Vivien dès 1789
Des quatre vicaires de Cossé deux, suivant l'exemple de leur curé, prêtèrent le serment schismatique et renoncèrent à la « profession de prêtre », le 20 pluviôse an II. Les deux autres vicaires, demeurèrent fidèles et prêtèrent un serment catholique. Le jour où Létard prêta serment dans l'église, l'un d'eux se tourna vers les assistants et dit : « Vous venez d'entendre le schisme s'établir, que tous ceux qui sont attachés à l'Église me suivent », et il sortit accompagné de son confrère, de Rousseau, ancien curé, et des trois quarts des paroissiens. 

## Représentant du clergé constitutionnel
Le clergé constitutionnel le prend comme représentant pour figurer en son nom au Concile national, qui s'ouvrit à Notre-Dame de Paris le 29 juin 1801. Les membres de cette assemblée trouvèrent Létard digne de prendre place au banc des secrétaires. Enfin quand les  quarante-quatre évêques se virent obligés de donner une démission imposée par la volonté impérieuse du Premier Consul, Létard fut chargé, avec un de ses collègues, de porter au cardinal Giovanni Battista Caprara leur acte de soumission collective. Il prit soin d'écrire une relation de cette entrevue.

L'abbé Angot juge qu'il s'y est donné un assez beau rôle, et qu'il ait accepté comme des  compliments pour lui et pour ses semblables les paroles de diplomatique bienveillance par lesquelles le cardinal accueillit sa démarche. Le morceau est d'ailleurs curieux et, ce qui est extraordinaire, assez inédit. Nous le reproduisons d'après l'original ou du moins l’autographe de Létard

## Source
- Abbé Angot, Entrevue du cardinal Caprara et des secrétaires du Concile, d'après un procès-verbal dressé par Louis-Julien Létard, curé de Cossé-le-Vivien, dans Le Bibliophile du Maine, no 27 (juin 1898)